# Víctor González (Radsportler, 1957)
Víctor Hugo González (* 29. Januar 1957) ist ein ehemaliger uruguayischer Radsportler.

## Leben
Víctor González gehörte bei den Panamerikanischen Spielen 1975 dem Aufgebot Uruguays an. Im Folgejahr nahm er an den Olympischen Sommerspielen 1976 in Montreal teil. Während er im olympischen Straßenrennen nicht ins Ziel kam, belegte er in der 4000-Meter-Mannschaftsverfolgung mit dem Team aus Uruguay in der Qualifikation den 16. Platz. 1979 war er abermals Teil der uruguayischen Mannschaft bei den Panamerikanischen Spielen in Puerto Rico. Im selben Jahr entschied der für den Club Ciclista América startende González das Etappenrennen Rutas de América zu seinen Gunsten.

## Erfolge
- Gesamtsieg Rutas de América: 1979